# Инженер-технолог
Инженер-технолог — инженер, занимающийся разработкой, организацией того или иного производственного процесса. Также может разрабатывать какую-то определённую технологию.

## Требования к квалификации
Требования к квалификации.
Инженер-технолог I категории: высшее профессиональное (техническое) образование и стаж работы в должности инженера-технолога II категории не менее 3 лет.
Инженер-технолог II категории: высшее профессиональное (техническое) образование и стаж работы в должности инженера-технолога III категории или других инженерно-технических должностях, замещаемых специалистами с высшим профессиональным образованием, не менее 3 лет.
Инженер-технолог III категории: высшее профессиональное (техническое) образование и опыт работы по специальности, приобретенный в период обучения, или стаж работы на инженерно-технических должностях без квалификационной категории.
Инженер-технолог: высшее профессиональное (техническое) образование без предъявления требований к стажу работы или среднее профессиональное образование и стаж работы в должности техника-технолога I категории не менее 3 лет либо других должностях, замещаемых специалистами со средним профессиональным образованием, не менее 5 лет.

## Описание профессии
Инженер-технолог выбирает оборудование, на котором следует осуществлять технологический процесс, оптимальные режимы работы, основные методы контроля качества, ведёт технологическую документацию. Технолог стоит во главе изобретательской и рационализаторской работы. Он участвует в проведении экспериментальных работ по освоению новых технологических процессов и внедрению их в производство, в организационно-технических мероприятиях по своевременному освоению производственных мощностей.

## Специализация
Специализация технологов самая разная и зависит от направленности производства:
- инженеры-технологи полиграфического производства. Проектирование, организация, модернизация и оптимизация полиграфического производства, разработка технологических процессов, разработка новых видов продукции. Внедрение новых технологий, запуск нового оборудования. Повышение производительности труда. Контроль качества сырья, контроль параметров производства и контроль качества готовой продукции. Нормирование.
- инженеры-технологи по изготовлению оптических деталей, разрабатывающие методы скрепления стёкол различных марок в объективы, окуляры и т. д.;
- инженеры-биотехнологи, занимающиеся разработкой и производством лекарственных препаратов;
- инженеры-химики-технологи, руководящие режимом работы установок (например, печей);
- инженеры-технологи текстильного производства, отвечающие за способы переработки волокон в пряжу, нити, ткани;
- инженеры-технологи машиностроения и приборостроения, разрабатывающие технологические процессы сборки, а также термической, механической и прочих видов обработки деталей и узлов изделий и технологической оснастки;
- инженеры-технологи-проектировщики, разрабатывающие на стадии проектирования какого-либо производства мероприятия по полной оснащенности технологического процесса;
- инженеры-технологи пищевого производства различных направлений, осуществляющие контроль над технологическими режимами на производстве, следящие за качеством выпускаемой продукции, а также занимающиеся разработкой новых видов продукции;
- инженеры-технологи по новой продукции, осуществление полного сопровождения новых изделий на производстве, оптимизация производства детали, выбор оборудования для обработки детали, проведение закупок, контроль качества обработки продукции, расчёт себестоимости готового изделия;
- инженеры-технологи по изготовлению швейных изделий из тканей и трикотажа;
- инженеры-технологи по изготовлению кожаных изделий.

Технолог является организатором производства, разрабатывает и внедряет научную организацию труда на производстве.

## Нормативная документация
- Квалификационный справочник должностей руководителей, специалистов и других служащих. Административно-управленческий портал. Дата обращения: 19 июня 2010.
- Должностная инструкция инженера-технолога (технолога). Работка. Дата обращения: 19 июня 2010.